# 絲柏的哀歌
《絲柏的哀歌》（英語：Sad Cypress）是阿嘉莎·克莉絲蒂所著的推理小說，1940年3月由柯林斯犯罪俱樂部在英國首度出版，同年由Dodd, Mead & Co.出版公司在美國出版。
作品名稱取材自莎士比亞劇作《第十二夜》中的歌詞。

## 情節概要
奧莉隆是住在杭特柏利莊的富有寡婦韋爾曼夫人的姪女，某天她收到一封匿名信，信中暗示杭特柏利莊門房的女兒瑪麗·傑勒德將會對韋爾曼夫人不利。於是奧莉隆便與未婚夫羅迪（也是韋爾曼夫人丈夫的姪子）前往杭特柏利莊探望韋爾曼夫人，結果此行反讓羅迪愛上瑪麗·傑勒德，奧莉隆不得不忍痛解除與羅迪的婚約。韋爾曼夫人在不久後病逝，由於她生前並未立下遺囑，所以遺產全歸奧莉隆名下。
其後，奧莉隆在跟瑪麗·傑勒德及荷普金護士共進午餐時，瑪麗中毒死亡。所有的證據和跡象都對奧莉隆不利，但愛上奧莉隆的彼得·洛德醫生堅信真兇並非奧莉隆，於是請來偵探赫丘勒·白羅查案……

## 登場人物
- 赫丘勒·白羅，比利時裔偵探
- 奧莉隆·克里修，韋爾曼夫人的姪女，在瑪麗·傑勒德遇害後成為該起命案的最大嫌犯
- 羅迪，韋爾曼夫人丈夫的姪子，本與奧莉隆訂婚，但後來愛上了瑪麗
- 韋爾曼夫人，住在杭特柏利莊的富有寡婦
- 瑪麗·傑勒德，一位年輕女孩，深受韋爾曼夫人喜愛，命案的遇害者
- 彼得·洛德醫生，為韋爾曼夫人診治的醫師，愛上了奧莉隆
- 荷普金護士，照顧韋爾曼夫人的護士
- 奧布萊護士，另名照顧韋爾曼夫人的護士
- 塞登先生，韋爾曼夫人的律師
- 泰德·畢蘭，愛上瑪麗·傑勒德的一名青年
- 畢夏太太，韋爾曼夫人的管家，不喜歡瑪麗·傑勒德
- 霍利克，韋爾曼夫人的園丁

## 改編作品
2003年，被改編為英國電視劇《大偵探白羅》第九季的第二集。